# 지아 (1986년)
지아(Zia, 본명: 박지혜, 1986년 7월 21일 ~ )는 대한민국의 여성 솔로 가수이다.

## 음반 목록

### 발매 음반
- 2007년 싱글 앨범 Voice of Heaven
- 2007년 컴필레이션 앨범 《Violin》
- 2008년 정규 1집 《로드 무비》
- 2009년 미니 앨범 1집 《Orchestra》
- 2009년 디지털 싱글 《술 한잔 해요》
- 2009년 미니 앨범 2집 《Atelier》
- 2010년 디지털 싱글 《나쁜 버릇》
- 2010년 미니 앨범 3집 《Difference》
- 2010년 디지털 싱글 《울고, 불고...》 (With. 포맨)
- 2010년 디지털 싱글 《몇 월 며칠 몇 시》
- 2010년 미니 앨범 4집 《겨울에 내리는 눈물》
- 2011년 디지털 싱글 《그대이길 바래요》
- 2011년 정규 2집 《Avancer》
- 2011년 디지털 싱글 《속상해서》
- 2012년 디지털 싱글 I Need You (With. 허각)
- 2012년 디지털 싱글 《눈물이 툭》
- 2012년 미니 앨범 5집 《ANEMONE》
- 2013년 디지털 싱글 With Coffee (With. 한별)
- 2013년 디지털 싱글 《사랑했었다면》 (With. 이해리)
- 2013년 디지털 싱글 《이별남녀》 (With. 서인국)
- 2013년 디지털 싱글 《그런 줄 알았어》
- 2014년 정규 3집 《11일이 지나고》
- 2014년 정규 3집 리패키지 《나 이런 여자예요》
- 2014년 디지털 싱글 《보란 듯이》
- 2014년 미니 앨범 6집 《Falling In Fall》
- 2014년 디지털 싱글 《나쁜 소문》
- 2015년 지아, 하트비 디지털 싱글 《혼잣말》
- 2015년 디지털 싱글 《비가 내려와》
- 2015년 디지털 싱글 《가을타나 봐》(Duet 홍대광)
- 2016년 디지털 싱글 《Color Series Part 1 'WHITE'》
- 2016년 디지털 싱글 《Color Series Part 2 'BLUE'》
- 2018년 디지털 싱글 《이런 나라도 괜찮나요》
- 2019년 디지털 싱글 《  오늘 술한잔해요  》

### 참여 음반
- 2004년 드라마 《마지막 춤은 나와 함께》 OST '그녀가 아니면 안 되는 거죠', 'See Your Heart'
- 2005년 드라마 《부활》 OST '그댈 알아요'[출처 필요]
- 2005년 KCM 정규 2집 Growing Up 수록곡 '물론' 피처링
- 2005년 영화 《무영검》 OST 'Shadowless Sword (Japanese)'
- 2008년 조영수 2집 All Star Vol.3 '버릇처럼 (Feat. Mino)' 참여
- 2011년 드라마 《내 마음이 들리니》 OST '들리나요'
- 2011년 써니힐 미니 앨범 1집 Midnight Circus 수록곡 'Let's Talk About' 피처링
- 2011년 해수 디지털 싱글 1집 타이틀곡 '하루종일' 피처링
- 2011년 드라마 《지고는 못살아》 OST '그리고 사랑해'
- 2012년 드라마 《닥터 진》 OST '그대가 올까요'
- 2012년 LOEN TREE Summer Story '용감한 그녀들 (With. 써니힐)' 참여
- 2013년 드라마 《장옥정, 사랑에 살다》 OST '꿈에서라도'
- 2014년 드라마 《기황후》 OST 'The Day'
- 2014년 드라마 《감격시대: 투신의 탄생》 OST '그날까지 안녕'
- 2015년 드라마 《스파이》 OST '별먼지'
- 2015년 드라마 《그녀는 예뻤다》 OST '가끔'
- 2016년 드라마 《몬스터》 OST '알아'
- 2016년 드라마 《신데렐라와 네 명의 기사》 OST 'Only One'
- 2017년 드라마 《사임당, 빛의 일기》 OST '왜 그댈'
- 2017년 드라마 《군주 - 가면의 주인》 OST '원하고 원해도'
- 2019년 드라마  《트리플 썸 2》'더 만나봤자 뭐해'
- 2021년 드라마 《달이 뜨는 강》OST '누군가의 무엇이 되어'

## 수상 경력
- 2003년 제1회 보아짱콘테스트 대상
- 2008년 제15회 대한민국연예예술상 발라드가수상 여자부문 〈로드무비〉
- 2014년 제3회 가온 차트 K-POP 어워드 올해의 가수상 음원부문 12월 〈이별남녀〉
- 2015년 제21회 대한민국연예예술상 발라드가수상   여자부문